# فرودگاه وولاستون لیک
فرودگاه وولاستون لیک (به انگلیسی: Wollaston Lake Airport) یک فرودگاه همگانی با کد یاتا ZWL است که یک باند فرود شن دارد و طول باند آن ۱۱۵۶ متر است. این فرودگاه در کشور کانادا قرار دارد و در ارتفاع ۴۱۴ متری از سطح دریا واقع شده است.

## شرکت‌های هواپیمایی و مقصدهای پروازی
The following airlines provided شرکت هواپیمایی to Wollaston Lake,
| شرکت‌های هواپیمایی | مقصدهای پروازی                                                            |
| ----------------- | ------------------------------------------------------------------------- |
| پورنتو ایرویز     | پرینس آلبرت، پوینتس نورث لندینگ، ساسکاتون جان گ. دیفنبکر                  |
| ترنس‌وست ایر       | لا رونژ، پوینتس نورث لندینگ، پرینس آلبرت، رجاینا، ساسکاتون جان گ. دیفنبکر |

چارتر هوایی is provided by ترنس‌وست ایر (Piper PA-31 Navajo based in Wollaston Lake)، وست ویند اوییشن, Osprey Wings and Courtesy Air.